# Severn Darden
Severn Teackle Darden (* 9. November 1929 in New Orleans, Louisiana; † 26. Mai 1995 (Anm.) in Santa Fe, New Mexico) war ein US-amerikanischer Schauspieler. Besonders anerkannt war er als Komiker im Improvisationstheater.

## Leben
Severn Darden, Sohn des Bezirksstaatsanwalts von New Orleans, Severn Darden sr., und dessen Frau Geraldine Rubinstein Darden wuchs in einer wohlhabenden Familie auf. Nach dem Abschluss an der New Orleans Academy kam er 1948 an die University of Chicago um Medizin zu studieren, schloss sich der Theatergruppe an und fiel vor allem durch exzentrisches Verhalten auf. Besonders ein Ereignis in der Rockefeller Chapel auf dem Campus der Universität hat Legendenstatus erreicht. Dabei soll er auf der Flucht seinen Verfolgern dadurch entkommen sein, dass er sich auf den Altar gelegt und “Sanctuary, Sanctuary” gerufen habe. In der dadurch erzeugten Verwirrung soll er dann verschwunden sein. 1951 gab er sein Studium auf um Schauspieler zu werden und verließ Chicago. 1955 kehrte er zurück und wurde Mitglied von The Compass, einer Schauspielgruppe, zu der auch Mike Nichols, Elaine May, Barbara Harris und Shelley Berman gehörten. The Compass hatte sich auf Improvisationskomödie spezialisiert. Damit hatte Darden „seine wahre Berufung gefunden“. Seine erfolgreichste Figur war ein Professor mit deutschem Akzent, für den er sich den Namen von Walther von der Vogelweide auslieh.
1959 gründeten Paul Sills, Howard Alk und Bernard Sahlins aus The Compass The Second City. Die Besetzung bei der Premiere waren Andrew Duncan, Eugene Troobnik, Severn Darden, Barbara Harris, Mina Kolb, Roger Bowen und William Mathieu. Bald schlossen sich Alan Arkin und Paul Sand dieser Gruppe an. 1962 trat die Gruppe mit dem Stück From the Second City am Broadway auf. 1963 folgte eine kurze Spielzeit in London.
Bereits 1961 und 1962 hatte Severn Darden seine ersten Fernsehauftritte als Gaststar in den Serien Alfred Hitchcock präsentiert und Wagen 54, bitte melden gehabt. 1964 folgte sein Filmdebüt in Goldstein unter Philip Kaufman, der mit diesem Film sein Regiedebüt feierte. In diesem Film waren mit Anthony Holland, Jack Burns und Del Close weitere Schauspieler von The Second City zu sehen,  sowie mit Viola Spolin die Mutter von Paul Sills und Ikone der Improvisationskomödie. Auch bei Kaufmans nächstem Film, Fearless Frank (1967), war Darden genauso wie Anthony Holland auf der Besetzungsliste. Für seine Rollen in zwei weiteren Filmen dieses Jahres erhielt Severn Darden Kritikerlob, für Versuch’s doch mal mit meiner Frau und vor allem für seine Rolle als der sowjetische Spion Krydor Kropotkin in … jagt Dr. Sheefer. 1969 versuchte er sich in The Virgin President auch als Drehbuchautor und Produzent; es sollte in beiden Fällen der einzige Versuch bleiben. 1969 war er außerdem in Nur Pferden gibt man den Gnadenschuß zu sehen. Weitere Filmauftritte hatte er in Cisco Pike, als Kolp in Eroberung vom Planet der Affen und in Die Schlacht um den Planet der Affen, sowie in Der Tag des Delphins von seinem Compass-Kollegen Mike Nichols. In den 1980er Jahren, als es bereits stiller um ihn geworden war, trat er noch in Agentenpoker und Was für ein Genie auf.
Severn Darden war auch in mehreren Serien als Gaststar tätig, wie in Bezaubernde Jeannie, Ihr Auftritt, Al Mundy, The Bold Ones: The Lawyers, Alias Smith und Jones, Bonanza, Cannon, Der Sechs-Millionen-Dollar-Mann, Starsky & Hutch, Ein Colt für alle Fälle oder Cheers. 1987 war er einer der Hauptdarsteller in der Serie Take Five, von der jedoch nur sechs Folgen gedreht und nur zwei im Fernsehen gezeigt wurden.
Als seine Rollenangebote seltener wurden zog er sich immer mehr aus Hollywood zurück, gab aber noch Kurse für improvisiertes Schauspielen. 1992 zog er nach Santa Fe, wo er 1995 an einem Herzschlag starb.
Severn Darden war dreimal verheiratet, darunter mit Erin Martin und zuletzt mit Heather Bleackley Darden. Er hatte einen Sohn, Scott MacKinnon.
Severn Darden wurde von mehreren Sprechern synchronisiert, darunter Wolfgang Völz, Heinz Theo Branding, Horst Sachtleben, Arnold Marquis, Siegfried Dornbusch, Imo Heite, Jochen Striebeck, Dieter Kursawe und Raimund Krone.

## Filmografie (Auswahl)

### Filme
- 1964: Goldstein
- 1967: Fearless Frank
- 1967: Versuch’s doch mal mit meiner Frau (Luv)
- 1967: …jagt Dr. Sheefer (The President’s Analyst)
- 1969: Das Fotomodell (Model Shop)
- 1969: Nur Pferden gibt man den Gnadenschuß (They Shoot Horses, Don’t They?)
- 1969: The Virgin President (auch Drehbuchautor und Produzent)
- 1971: Fluchtpunkt San Francisco (Vanishing Point)
- 1971: The Last Movie
- 1971: Der weite Ritt (The Hired Hand)
- 1971: Cisco Pike
- 1972: Der Krieg zwischen Männern und Frauen (The War Between Men and Women)
- 1972: Eroberung vom Planet der Affen (Conquest of the Planet of the Apes)
- 1973: Die Schlacht um den Planet der Affen (Battle for the Planet of the Apes)
- 1973: Der Tag des Delphins (The Day of the Dolphin)
- 1976: Vergewaltigt hinter Gittern (Jackson County Jail)
- 1976: Unternehmen Entebbe (Victory at Entebbe, Fernsehfilm)
- 1979: Wanda Nevada
- 1980: Warum sollte ich lügen? (Why Would I Lie?)
- 1980: Dreist und gottesfürchtig (In God We Tru$t)
- 1980: Agentenpoker (Hopscotch)
- 1983: Die Football-Prinzessin (Quarterback Princess, Fernsehfilm)
- 1985: Was für ein Genie (Real Genius)
- 1986: Mach’s noch mal, Dad (Back to School)

### Fernsehserien
- 1961: Alfred Hitchcock präsentiert (Alfred Hitchcock Presents, Folge 7x06)
- 1962: Wagen 54, bitte melden (Car 54, Where Are You?, Folge 1x21)
- 1964: East Side/West Side (Folge 1x15)
- 1966: Privatdetektivin Honey West (Honey West, Folge 1x27)
- 1967: Bezaubernde Jeannie (I Dream of Jeannie, Folge 3x12)
- 1968: Daniel Boone (Folge 5x09)
- 1969: Ihr Auftritt, Al Mundy (It Takes a Thief, Folge 3x01)
- 1970: Medical Center (Folge 2x02)
- 1971: The Name of the Game (Folge 3x16)
- 1971: The Bold Ones: The Lawyers (Folge 2x07)
- 1971: Alias Smith und Jones (Alias Smith and Jones, Folge 1x14)
- 1971: Bonanza (Folge 13x11)
- 1972: Cannon (Folge 2x01)
- 1975: Harry O (Folge 2x06)
- 1975: Wonder Woman (Folge 1x01)
- 1975: The Ghost Busters (Folge 1x11)
- 1976: Barney Miller (Folge 2x22)
- 1976: Der Sechs-Millionen-Dollar-Mann (The Six Million Dollar Man, 3 Folgen)
- 1976: Die Sieben-Millionen-Dollar-Frau (The Bionic Woman, Folge 2x01)
- 1977: Laverne & Shirley (Folge 2x23)
- 1978: Starsky & Hutch (Folge 3x18)
- 1980: Beyond Westworld (4 Folgen)
- 1981: Ein Colt für alle Fälle (The Fall Guy, Folge 1x06)
- 1983: Cheers (Folge 2x04)
- 1984: Mike Hammer (Mickey Spillane’s Mike Hammer, 2 Folgen)
- 1987: Take Five (6 Folgen)
- 1988,1989: Die Schöne und das Biest (Beauty and the Beast, 2 Folgen)

## Auszeichnungen/Nominierungen
1962 war Severn Darden für einen Tony Award in der Kategorie Bester Nebendarsteller in einem Musical für die Aufführung From the Second City nominiert. Der Preis ging an Charles Nelson Reilly für How to Succeed in Business Without Really Trying.